# Tùy thư
| Nhị thập tứ sử | Nhị thập tứ sử | Nhị thập tứ sử              | Nhị thập tứ sử |
| -------------- | -------------- | --------------------------- | -------------- |
| STT            | Tên sách       | Tác giả                     | Số quyển       |
| 1              | Sử ký          | Tư Mã Thiên                 | 130            |
| 2              | Hán thư        | Ban Cố                      | 100            |
| 3              | Hậu Hán thư    | Phạm Diệp                   | 120            |
| 4              | Tam quốc chí   | Trần Thọ                    | 65             |
| 5              | Tấn thư        | Phòng Huyền Linh (chủ biên) | 130            |
| 6              | Tống thư       | Thẩm Ước                    | 100            |
| 7              | Nam Tề thư     | Tiêu Tử Hiển                | 59             |
| 8              | Lương thư      | Diêu Tư Liêm                | 56             |
| 9              | Trần thư       | Diêu Tư Liêm                | 36             |
| 10             | Ngụy thư       | Ngụy Thâu                   | 114            |
| 11             | Bắc Tề thư     | Lý Bách Dược                | 50             |
| 12             | Chu thư        | Lệnh Hồ Đức Phân (chủ biên) | 50             |
| 13             | Tùy thư        | Ngụy Trưng (chủ biên)       | 85             |
| 14             | Nam sử         | Lý Diên Thọ                 | 80             |
| 15             | Bắc sử         | Lý Diên Thọ                 | 100            |
| 16             | Cựu Đường thư  | Lưu Hú (chủ biên)           | 200            |
| 17             | Tân Đường thư  | Âu Dương Tu, Tống Kỳ        | 225            |
| 18             | Cựu Ngũ Đại sử | Tiết Cư Chính (chủ biên)    | 150            |
| 19             | Tân Ngũ Đại sử | Âu Dương Tu (chủ biên)      | 74             |
| 20             | Tống sử        | Thoát Thoát (chủ biên)      | 496            |
| 21             | Liêu sử        | Thoát Thoát (chủ biên)      | 116            |
| 22             | Kim sử         | Thoát Thoát (chủ biên)      | 135            |
| 23             | Nguyên sử      | Tống Liêm (chủ biên)        | 210            |
| 24             | Minh sử        | Trương Đình Ngọc (chủ biên) | 332            |
| -              | Tân Nguyên sử  | Kha Thiệu Mân (chủ biên)    | 257            |
| -              | Thanh sử cảo   | Triệu Nhĩ Tốn (chủ biên)    | 529            |

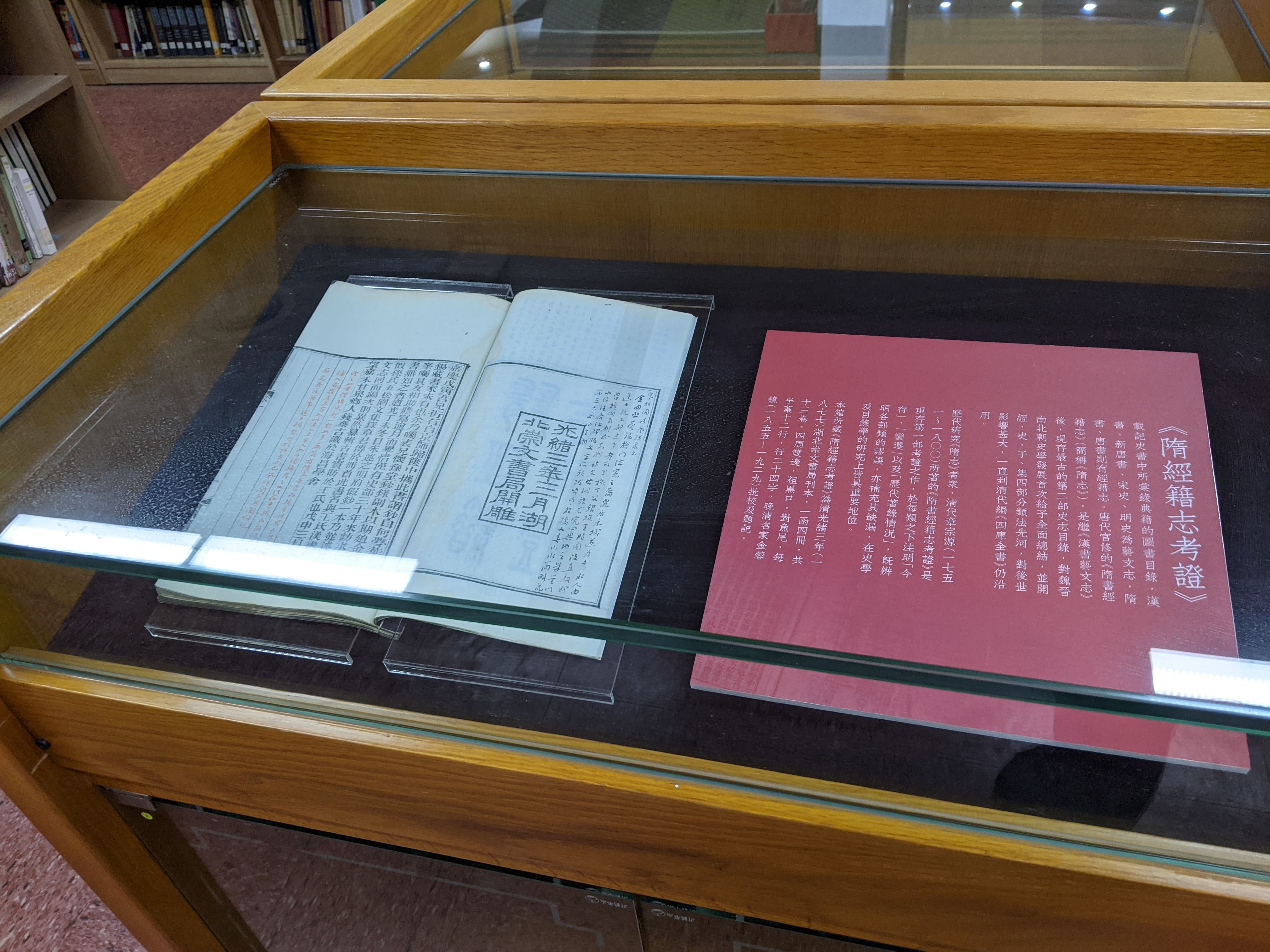
展覽於國立臺灣師範大學圖書館之隋經籍志考證刊本

Tùy thư (chữ Hán giản thể: 隋书; phồn thể: 隋書; bính âm: Suí shū) là một sách lịch sử theo thể kỷ truyện trong 24 sách lịch sử Trung Quốc (Nhị thập tứ sử) do nhóm sử quan Ngụy Trưng đời Đường biên soạn, thời Tùy Văn Đế, Vương Thiệu đã soạn thành sách Tùy thư gồm 80 quyển. Năm Vũ Đức thứ 4 đời Đường Cao Tổ (621), Lệnh Hồ Đức Phân lần đầu tiên đề xuất kiến nghị tu sửa lịch sử năm triều đại Lương, Trần, Tề, Chu, Tùy, mỗi năm triều đình nhà Đường đều lệnh cho sử thần biên soạn, tu sửa, nhiều năm liền mà vẫn chưa thành sách. Năm Trinh Quán thứ 3 đời Đường Thái Tông (629) lệnh cho Phòng Huyền Linh trông coi việc tu sửa lịch sử nhà Tùy, riêng phần kỷ truyện giao lại cho bọn Nhan Sư Cổ, Khổng Dĩnh Đạt, Hứa Kính Tông làm. Đến năm Trinh Quán thứ 10 (636) thì hoàn thành.
Toàn bộ tác phẩm tổng cộng có 80 quyển, bao gồm Đế kỷ 5 quyển, Chí 30 quyển, Liệt truyện 50 quyển, không có Biểu, nhiều người cùng nhau biên soạn, chia làm hai giai đoạn thành sách, từ khi bắt đầu cho tới lúc tu sửa toàn bộ xong mất khoảng 35 năm mới hoàn thành. Sách ghi chép lịch sử hưng thịnh và suy vong của nhà Tùy bắt đầu từ khi Tùy Văn Đế kiến quốc năm Khai Hoàng nguyên niên (581) đến khi Tùy Cung Đế bị Lý Uyên phế truất vào năm Nghĩa Ninh thứ 2 (618).

## Quá trình biên soạn
Nhóm tác giả Tùy thư phần lớn đều là những kẻ sĩ am hiểu, có trình độ biên soạn sách sử rất cao, phẩm bình nhân vật ít khi kiêng nể. Hơn nữa, bộ Tùy thư còn chứa một khối lượng lớn các tài liệu về văn hóa, khoa học kỹ thuật và kinh tế, chính trị, xã hội. Như phần Tây Vực truyện lần đầu tiên ghi chép về các nước Chín họ Chiêu Vũ, là nguồn sử liệu quan trọng để nghiên cứu về lịch sử Tây Vực. Ngoài ra Tùy thư cũng ghi chép về về việc nghiên cứu số Pi của Tổ Xung Chi, hay bài thảo luận về việc tăng giảm ngày đi giữa Trương Thủ Tín và Lưu Trác.
Ngoài ra, do sử quán đương thời còn tiến hành tu sửa các bộ sử về năm triều đại Lương, Trần, Tề, Chu, Tùy mà thiếu mất phần Chí, vì vậy vào năm Trinh Quán thứ 15 (641) Đường Thái Tông liền hạ chiếu mời đám sử quan như Vu Chí Ninh, Lý Thuần Phong, Vi An Nhân, Lý Diên Thọ, Kính Bá tiếp tục biên soạn phần Chí, ban đầu do Lệnh Hồ Đức Phân đảm nhiệm giám tu (trông coi việc tu sửa), đến năm Vĩnh Huy thứ 3 đời Đường Cao Tông (652) thì đổi sang Trưởng Tôn Vô Kị. Năm Hiển Khánh nguyên niên (656) thành sách dâng lên. Sách còn bao gồm một phần thư chí của Tấn thư. Ban đầu là đơn hành bản (bản phát hành một lần), cũng vì nội dung lấy Tùy là chính, nhà Tùy lại ở vào giai đoạn cuối cùng của năm triều đại, cho nên về sau được soạn thành Tùy thư.
Hiện mười phần Chí đó cũng được gọi là Tùy thư. Trong đó Lý Thuần Phong tu sửa Thiên văn chí rất có thể là người thêm vào phần chí của Tùy thư , cũng như Kinh tịch chí là sự kế thừa mục lục sách mang tính đại biểu quan trọng của Trung Quốc sau Nghệ văn chí của Hán thư. Nó sử dụng phương pháp phân loại bộ tứ gồm Kinh, Sử, Tử, Tập có ảnh hưởng rất lớn đối với hậu thế, mang một ý nghĩa quan trọng trong lịch sử mục lục học Trung Quốc.

## Mục lục

### Bản kỷ
- Bản kỷ 1 - Cao Tổ thượng
- Bản kỷ 2 - Cao Tổ hạ
- Bản kỷ 3 - Dượng Đế thượng
- Bản kỷ 4 - Dượng Đế hạ
- Bản kỷ 5 - Cung Đế

### Chí
- Chí 1 - Lễ nghi 1
- Chí 2 - Lễ nghi 2
- Chí 3 - Lễ nghi 3
- Chí 4 - Lễ nghi 4
- Chí 5 - Lễ nghi 5
- Chí 6 - Lễ nghi 6
- Chí 7 - Lễ nghi 7
- Chí 8 - Âm nhạc thượng
- Chí 9 - Âm nhạc trung
- Chí 10 - Âm nhạc hạ
- Chí 11 - Luật lịch thượng
- Chí 12 - Luật lịch trung
- Chí 13 - Luật lịch hạ
- Chí 14 - Thiên văn thượng
- Chí 15 - Thiên văn trung
- Chí 16 - Thiên văn hạ
- Chí 17 - Ngũ hành thượng
- Chí 18 - Ngũ hành hạ
- Chí 19 - Thực hóa
- Chí 20 - Hình pháp
- Chí 21 - Bách quan thượng
- Chí 22 - Bách quan trung
- Chí 23 - Bách quan hạ
- Chí 24 - Địa lý thượng: Ung Châu, Lương Châu.
- Chí 25 - Địa lý trung: Dự Châu, Duyện Châu, Ký Châu, Thanh Châu.
- Chí 26 - Địa lý hạ: Từ Châu, Dương Châu, Kinh Châu.
- Chí 27 - Kinh tịch 1
- Chí 28 - Kinh tịch 2
- Chí 29 - Kinh tịch 3
- Chí 30 - Kinh tịch 4

### Liệt truyện
- Liệt truyện 1 Hậu phi truyện - Văn Hiến Độc Cô hoàng hậu, Tuyên Hoa phu nhân Trần thị, Dung Hoa phu nhân Thái thị, Dượng Đế Tiêu hoàng hậu
- Liệt truyện 2 - Lý Mục, Lương Duệ truyện
- Liệt truyện 3 - Lưu Phưởng, Trịnh Dịch, Liễu Cừu, Hoàng Phủ Tích, Lư Bí truyện
- Liệt truyện 4 - Vu Nghĩa, Âm Thọ, Âm Thế Sư, Đậu Vinh Định, Nguyên Cảnh Sơn, Nguyên Hùng, Đậu Lư Tích, Đậu Lư Dục, Hạ Nhược Nghị truyện
- Liệt truyện 5 - Lương Sĩ Ngạn, Vũ Văn Hãn, Vương Nghị, Nguyên Hài, Vương Thế Tích, Ngu Khánh Tắc, Nguyên Trụ truyện
- Liệt truyện 6 - Cao Quýnh, Tô Uy truyện
- Liệt truyện 7 - Lý Đức Lâm, Lý Bách Dược truyện
- Liệt truyện 8 - Hà Gian Vương Hoằng, Dương Xứ Cương, Dương Tử Sùng, Quan Đức Vương Hùng truyện
- Liệt truyện 9 - Đằng Mục Vương Toản, Đạo Điệu Vương Tĩnh, Vệ Chiêu Vương Sảng, Thái Vương Trí Tích truyện
- Liệt truyện 10 Văn tứ tử truyện - Phòng Lăng Vương Dũng, Tần Hiếu Vương Tuấn, Thứ Nhân Tú, Thứ Nhân Lượng
- Liệt truyện 11 - Triệu Quýnh, Triệu Phân, Dương Thượng Hy, Trường Tôn Bình, Nguyên Huy, Vy Sư, Dương Dị, Tô Hiếu Từ, Lý Hùng, Trương Quýnh truyện
- Liệt truyện 12 - Vy Thế Khang, Liễu Cơ truyện
- Liệt truyện 13 - Dương Tố, đệ Dương Ước, tòng phụ Dương Văn Tư, Dương Văn Kỷ truyện
- Liệt truyện 14 - Ngưu Hoằng truyện
- Liệt truyện 15 - Vũ Văn Khánh, Lý Lễ Thành, Nguyên Hiếu Củ, Quách Vinh, Bàng Hoảng, Lý An truyện
- Liệt truyện 16 - Trường Tôn Lãm, tòng tử Trường Tôn Sí, sí đệ Trường Tôn Thịnh truyện
- Liệt truyện 17 - Hàn Cầm Hổ, Hạ Nhược Bật truyện
- Liệt truyện 18 - Đạt Hề Trưởng Nho, Hạ Lâu Tử Cán, Sử Vạn Tuế, Lưu Phương truyện
- Liệt truyện 19 - Vương Trường Thuật, Lý Diễn, Y Lâu Khiêm, Điền Nhân Cung, Nguyên Hanh, Đỗ Chỉnh, Lý Triệt, Thôi Bành truyện
- Liệt truyện 20 - Đỗ Ngạn, Cao Mại, Nhĩ Chu Sưởng, Chu Diêu, Độc Cô Khai, Khất Phục Tuệ, Trương Uy, Hòa Hồng, Hầu Mạc Trần Dĩnh truyện
- Liệt truyện 21 - Lư Khải, Lệnh Hồ Hy, Tiết Trụ, Vũ Văn Bi, Trương Hành, Dương Uông truyện
- Liệt truyện 22 - Lư Tư Đạo, Lý Hiếu Trinh, Tiết Đạo Hành truyện
- Liệt truyện 23 - Minh Khắc Nhượng, Ngụy Đạm, Lục Sảng, Đỗ Đài Khanh, Tân Đức Nguyên, Liễu Biên, Hứa Thiện Tâm, Lý Văn Bác truyện
- Liệt truyện 24 Dượng Đế tam nam truyện - Nguyên Đức Thái tử Chiêu, Tề Vương Lán, Triệu Vương Cảo
- Liệt truyện 25 - Thôi Trọng Phương, Vu Trọng Văn, Đoạn Văn Chấn truyện
- Liệt truyện 26 - Vũ Văn Thuật, Vân Định Hưng, Quách Diễn truyện
- Liệt truyện 27 - Vương Thiều, Nguyên Nham, Lưu Hành Bổn, Lương Bì, Liễu Uất, Triệu Xước, Bùi Túc truyện
- Liệt truyện 28 - Phàn Tử Cái, Sử Tường, Nguyên Thọ, Dương Nghĩa Thần, Vệ Huyền, Lưu Quyền truyện
- Liệt truyện 29 - Lý Viên Thông, Trần Mậu, Trương Định Hòa, Trương Vân, Mạch Thiết Trượng, Thẩm Quang, Lai Hộ Nhân, Ngư Câu La, Trần Lăng, Vương Biện truyện
- Liệt truyện 30 - Chu La Hầu, Chu Pháp Thượng, Lý Cảnh, Mộ Dung Tam Tàng, Tiết Thế Hùng, Vương Nhân Cung, Quyền Vũ, Thổ Vạn Tự, Đổng Thuần, Triệu Tài truyện
- Liệt truyện 31 - Lý Ngạc, Bảo Hoành, Bùi Chính, Liễu Trang, Nguyên Sư, Lang Mậu, Cao Cấu, Trương Kiền Uy, Vinh Bì, Lục Tri Mệnh, Phòng Ngạn Khiêm truyện
- Liệt truyện 32 - Ngu Thế Cơ, Bùi Uẩn, Bùi Củ truyện
- Liệt truyện 33 - Vũ Văn Khải, Diêm Bì, Hà Trù truyện
- Liệt truyện 34 - Vương Thiệu, Viên Sung truyện
- Liệt truyện 35 - Dương Huyền Cảm, Lý Tử Hùng, Triệu Nguyên Thục, Hộc Tư Chính, Lưu Nguyên Tiến, Lý Mật, Bùi Nhân Cơ truyện
- Liệt truyện 36 Thành tiết truyện
- Liệt truyện 37 Hiếu nghĩa truyện
- Liệt truyện 38 Tuần lại truyện
- Liệt truyện 39 Khốc lại truyện
- Liệt truyện 40 Nho lâm truyện
- Liệt truyện 41 Văn học truyện
- Liệt truyện 42 Ẩn dật truyện
- Liệt truyện 43 Nghệ thuật truyện
- Liệt truyện 44 Ngoại thích truyện
- Liệt truyện 45 Liệt nữ truyện
- Liệt truyện 46 Đông Di truyện - Cao Ly, Bách Tế, Tân La, Mạt Hạt, Lưu Cầu, Uy Quốc
- Liệt truyện 47 Nam Man truyện - Lâm Ấp, Xích Thổ, Chân Lạp, Bà Lợi
- Liệt truyện 48 Tây Vực truyện - Thổ Dục Hồn, Đảng Hạng, Cao Xương, Khang Quốc, An Quốc, Thạch Quốc, Nữ Quốc, Yên Kỳ, Quy Từ, Sơ Lặc, Vu Điền, Thổ Hỏa La
- Liệt truyện 49 Bắc Địch truyện - Đột Quyết, Tây Đột Quyết, Thiết Lặc, Hề, Khiết Đan, Thất Vy
- Liệt truyện 50 - Vũ Văn Hóa Cập, Vũ Văn Trí Cập, Tư Mã Đức Kham, Bùi Kiền Thông, Vương Sung, Đoàn Đạt truyện